# دونكان فينلايسون
دونكان فينلايسون هو قاضي وسياسي كندي، ولد في 12 سبتمبر 1867 في Grand River, Nova Scotia ‏ في كندا، وتوفي في 25 سبتمبر 1925 في هاليفاكس في كندا. نشط حزبياً في الحزب الليبرالي الكندي. وقد انتخب عضو مجلس العموم الكندي.